# موش کیسه‌دار ناراستین روری کوپر
موش کیسه‌دار ناراستین روری کوپر (نام علمی: Pseudantechinus roryi) نام یک گونه از سرده موش کیسه‌دار ناراستین است.